# Cizinec v ráji
Cizinec v ráji (anglicky „Stranger in Paradise“) je vědeckofantastická povídka spisovatele Isaaca Asimova, která vyšla v květnu 1974 v časopise If. Byla následně zařazena do sbírek The Bicentennial Man and Other Stories (1976) a The Complete Robot (1982). Česky vyšla ve sbírce Nesmrtelný bard (Polaris, 2001) a Robohistorie I. (Triton, 2004).

## Postavy
- William Anti-Aut – bratr Anthonyho
- Anthony Smith – bratr Williama
- Ricardo
- Dmitrij Large

## Děj
Anthony Smith a William Anti-Aut jsou bratři, kteří mají stejnou matku i otce. Žijí v post-katastrofickém světě, v němž je tato situace velmi neobvyklá (sourozenectví je raritou, dvojčata neexistují vůbec). Oba bratři jsou si navíc velmi podobní ve tváři.
William si zvolil kariéru v oboru genetického inženýrství (pojmenovaného jako homologie) a pracuje s autistickými dětmi (podle toho si zvolil i své jméno Anti-Aut). Anthony se podílí na Projektu Merkur, jehož cílem je vyslání robota na Slunci nejbližší planetu Merkur. Jádro problému tkví v tom, že robot musí být ovládán komplexním počítačovým mozkem ze Země, neboť technologická úroveň zatím nedosáhla takového stupně, aby byl robot vybaven nezávislým pozitronickým mozkem. Vzhledem ke zpoždění signálu (až 22 minut mezi Zemí a Merkurem) je takové ovládání složité. Anthony se pokouší vyřešit problém náborem homologa, s nímž by spolupracoval na vývoji mozku podobného lidskému. Je nucen spolupracovat se svým bratrem Williamem, ačkoli je pod velkým tlakem (zejména kvůli sociálním předsudkům vůči sourozenectví).
Robot je testován v arizonské poušti a jeho výsledky nejsou dobré, je neohrabaný a špatně interpretuje příkazy. Anthony už chce svou účast na projektu vzdát, ale William ho přesvědčí, aby pokračoval. Argumentuje, že robot je designován pro odlišné prostředí. Když je posléze robot odeslán na Merkur, funguje bezproblémově a mise slaví úspěch. William vysvětluje, že robot ovládaný počítačem ze Země se podobá autistickému dítěti, které má svůj vlastní svět, v němž se cítí dobře. Příběh končí happy endem, oba bratři se po rocích odloučení vzájemně sblíží.